# Jon Walmsley

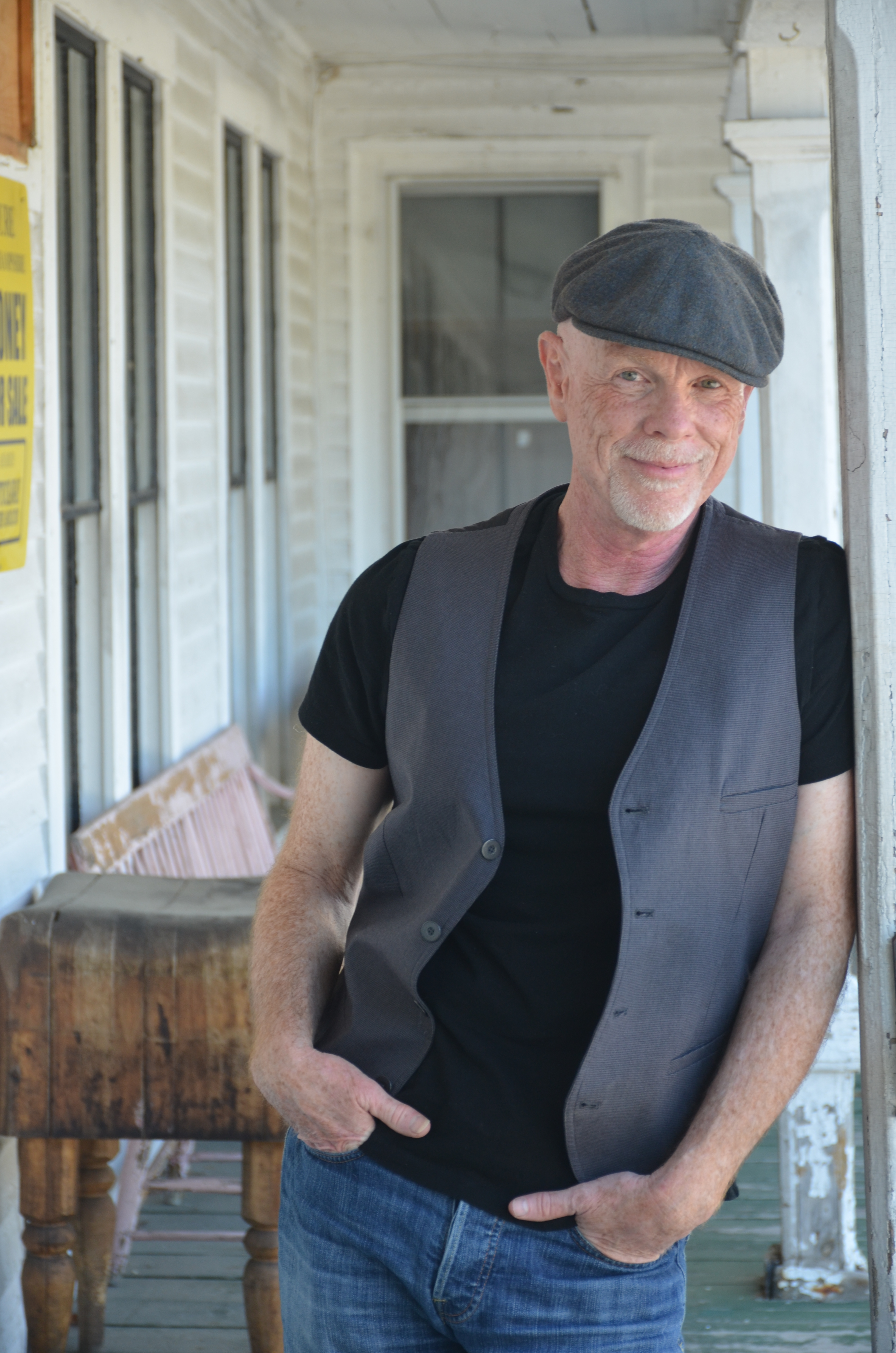
Jon Walmsley

Jon Walmsley (* 6. Februar 1956 in Lancashire, Vereinigtes Königreich) ist ein britischer Schauspieler und Synchronsprecher.

## Karriere
Walmsleys bekannteste Rolle ist die des Jason Walton in der Serie Die Waltons. Er verkörperte diesen Charakter in 213 Folgen der Serie sowie in mehreren Specials. Daneben war Walmsley in Fernsehserien wie Bill Cosby und Eine himmlische Familie zu sehen. Als Synchronsprecher sprach er unter anderem Christopher Robin in Die vielen Abenteuer von Winnie Puuh.

## Privat
Von 1979 bis zur Scheidung 2008 war Walmsley mit Lisa Harrison verheiratet, aus der Ehe ging ein Kind hervor. Seit 2008 ist Walmsley mit Marion Walmsley verheiratet.